# Pseudoplesiops
Pseudoplesiops – rodzaj ryb z rodziny diademkowatych (Pseudochromidae).

## Klasyfikacja
Gatunki zaliczane do tego rodzaju:
- Pseudoplesiops annae
- Pseudoplesiops collare
- Pseudoplesiops howensis
- Pseudoplesiops immaculatus
- Pseudoplesiops occidentalis
- Pseudoplesiops revellei
- Pseudoplesiops rosae
- Pseudoplesiops typus
- Pseudoplesiops wassi